# Ralph Hasenhüttl
Ralph Hasenhüttl (pronúncia em alemão: [ˈhaːzn̩ˌhʏtl̩]; Graz, 9 de agosto de 1967) é um ex-futebolista e atual treinador de futebol austríaco. Atualmente está sem clube.

## Carreira
Hasenhüttl começou sua carreira no GAK, fazendo sua estreia na temporada 1985–86.[carece de fontes?] Transferiu-se para o Áustria Viena em 1989, com o qual ganhou três vezes sucessivas o Campeonato Austríaco e duas vezes a Copa da Áustria.

### RB Leipzig
Em 1 de julho de 2016, Hasenhüttl assumiu o comando do RB Leipzig. Em sua primeira temporada, o Leipzig terminou em segundo lugar na Bundesliga, qualificando-se para a UEFA Champions League pela primeira vez na história do clube. Ao final da temporada 2017/18, o treinador reicindiu com o clube.

### Southampton FC
No dia 6 de dezembro de 2018, Hasenhüttl assumiu o FC Southampton.